# Miltochrista complicata
Miltochrista complicata är en fjärilsart som beskrevs av Butler 1877. Miltochrista complicata ingår i släktet Miltochrista och familjen björnspinnare. Inga underarter finns listade i Catalogue of Life.